# Léopold-François de Brou
Leopold-François Philippe Joseph de Brou (Brussel, 29 augustus 1756 - 3 januari 1843), ook De Brou de la Wastinne, was een Zuid-Nederlands edelman.

## Geschiedenis
In 1786 verleende keizer Jozef II adelsbevestiging ("voor zoveel als nodig") aan Guillaume-Philippe de Brou, licentiaat in de rechten, auditeur en raadsheer bij de Rekenkamer in Brussel en aan zijn broer Philippe-Joseph de Brou, luitenant-kolonel.

## Levensloop
- Leopold-François de Brou, zoon van Guillaume de Brou (hierboven) en van Marie-Thérèse Paternostre, vrouwe van Rosière, trouwde in 1801 met Ferdinande de Marets (1773-1851). Onder het ancien régime werd hij voorzitter van het feodale hof van Brabant. In 1822, onder het Verenigd Koninkrijk der Nederlanden, werd hij erkend in de erfelijke adel en benoemd tot lid van de Ridderschap van de provincie Zuid-Brabant. Hij werd tevens lid van de Provinciale Staten.
  - Auguste-Guillaume de Brou (1801-1885) trouwde met Emerence Caïmo (1802-1872). Ze hadden een dochter en een zoon, die jong en ongehuwd stierf. Auguste werd burgemeester van Cortil-Noirmont. In 1839 kreeg hij vergunning om de la Wastinne aan de familienaam toe te voegen en in 1847 verkreeg hij de titel baron, overdraagbaar bij eerstgeboorte.
  - Ferdinand de Brou (1802-1886) verkreeg in 1848 de titel baron, overdraagbaar bij eerstgeboorte. Hij trouwde in 1827 met Adèle van der Cruyce (1803-1845). Ze hadden vijf kinderen.
    - Gustave de Brou (1833-1906) trouwde met Eugénie de Cartier (1837-1864). Ze kregen vier kinderen, van wie er slechts één trouwde.
      - Gaston de Brou (1860-1903) trouwde in Villada (Argentinië) met Berta van Zuylen (1869-1948). Ze kregen vier kinderen, allen in Argentinië geboren.

De familie de Brou doofde uit in mannelijke lijn in 1938 en de laatste naamdraagster overleed in 1970.